# It Is Time for a Love Revolution
| Recensione    | Giudizio |
| ------------- | -------- |
| AllMusic      |          |
| Rolling Stone |          |

It Is Time for a Love Revolution è l'ottavo album in studio del cantante statunitense Lenny Kravitz, pubblicato il 5 febbraio 2008 dalla Virgin Records.

## Descrizione
Include 14 nuove tracce, scritte, arrangiate, prodotte e cantate da Kravitz. Il disco ha ricevuto la migliore accoglienza critica per un lavoro di Kravitz in diversi anni, con Rolling Stone che lo ha definito "il miglior album che Lenny Kravitz abbia mai fatto - un misto viscerale, confezionato con esperienza, di rock classico anni '60 e '70". L'album ha debuttato al quarto posto della Billboard 200, vendendo circa 73 000 copie nella sua prima settimana, e diventando così il secondo lavoro dell'artista nella Top 5 statunitense dopo il Greatest Hits del 2000.

## Tracce
1. Love Revolution – 3:14 (Lenny Kravitz, Craig Ross)
2. Bring It On – 3:35 (Kravitz)
3. Good Morning – 4:17 (Kravitz, Tony LeMans)
4. Love Love Love – 3:21 (Kravitz, Ross)
5. If You Want It – 5:08 (Kravitz, Ross)
6. I'll Be Waiting – 4:19 (Kravitz, Ross)
7. Will You Marry Me – 3:44 (Kravitz, Ross)
8. I Love the Rain – 4:44 (Kravitz)
9. A Long and Sad Goodbye – 5:58 (Kravitz, Ross)
10. Dancin' Til Dawn – 5:09 (Kravitz, Ross)
11. This Moment Is All There – 5:07 (Kravitz)
12. A New Door – 4:39 (Kravitz)
13. Back in Vietnam – 3:45 (Kravitz)
14. I Want To Go Home – 5:06 (Kravitz)

Tracce bonus nell'edizione giapponese
1. Uncharted terrain – 4:28 (Kravitz)
2. Confused – 6:47 (Kravitz)
3. I'll Be Waiting (Acoustic) – 4:22 (Kravitz, Ross)

### Deluxe Edition Bonus DVD
Tracce:
1. It Is Time For A Love Revolution Intro (Interview)
2. Let Love Rule (5:1 Surround Video)
3. Mr. Cab Driver
4. I'll Be Waiting (Interview)
5. It Ain't Over 'Til It's Over
6. Are You Gonna Go My Way
7. If You Want It (Interview)
8. Rock & Roll Is Dead (5:1 Surround Video)
9. A Long And Sad Goodbye (Interview)
10. Fly Away
11. Lady
12. A Love Revolution (Interview)
13. Where Are We Runnin'?

## Formazione
- Lenny Kravitz - voce, basso, batteria, conga, campanaccio, chitarra acustica, chitarra elettrica, battimani, moog, sintetizzatore, tastiera, organo Hammond, pianoforte, clavicembalo, mellotron, pianoforte elettrico, armonica a bocca, tamburello
- Tony Breit - basso
- Craig Ross - chitarra acustica, chitarra elettrica, mandolino, battimani
- Anoushka Shankar - sitar
- Lenny Pickett - sassofono
- Alexandra Knoll - oboe
- Kenji Bunch - viola
- Dov Scheindlin - viola
- Liu-Wen Ting - viola
- David Bowlin - violino
- Cornelius Dufallo - violino
- Elizabeth Lim Dutton - violino
- Amy Kauffman - violino
- Katie Kresek - violino
- Conway Kuo - violino
- Nurt Nikkanen - violino
- Antoine Silverman - violino
- Darrett Adkins - violoncello
- Michael Block - violoncello
- Chris Gross - violoncello
- Tawatha Agee - cori

## Classifiche
| Classifica (2008)         | Posizione massima |
| ------------------------- | ----------------- |
| Australia                 | 47                |
| Austria                   | 2                 |
| Belgio (Fiandre)          | 4                 |
| Belgio (Vallonia)         | 9                 |
| Canada                    | 5                 |
| Danimarca                 | 17                |
| Finlandia                 | 9                 |
| Francia                   | 5                 |
| Germania                  | 3                 |
| Italia                    | 3                 |
| Norvegia                  | 28                |
| Nuova Zelanda             | 30                |
| Paesi Bassi               | 2                 |
| Polonia                   | 2                 |
| Portogallo                | 11                |
| Regno Unito               | 42                |
| Spagna                    | 6                 |
| Stati Uniti               | 4                 |
| Stati Uniti (alternative) | 3                 |
| Stati Uniti (rock)        | 3                 |
| Svezia                    | 17                |
| Svizzera                  | 1                 |